# Борковец, Петр

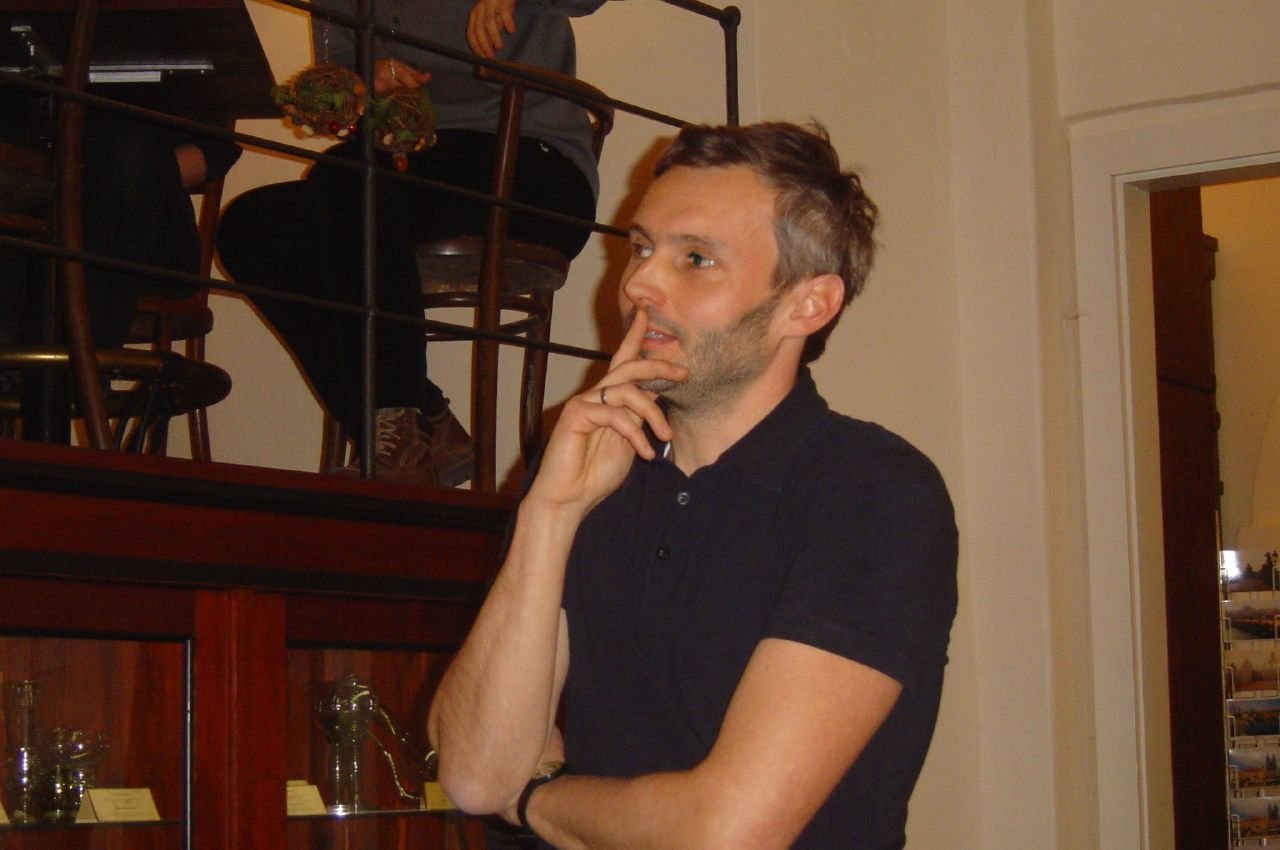

Петр Борковец (чеш. Petr Borkovec; род. 14 апреля 1970, Лунёвице, Среднечешский край) — чешский поэт и переводчик.

## Биография
Учился на философском факультете Карлова университета, курса не закончил. С 1992 года работал как журналист и редактор. В 2004-2005 по стипендии DAAD был writer in residence в Берлине.

## Переводы
Переводил старых корейских поэтов, древнегреческих трагиков (Эсхил, Софокл), русскую поэзию (Ходасевич, З. Гиппиус, В.Набоков, Ю. Одарченко, Г. Иванов, И. Бродский, Е. Рейн и др.).

## Книги стихов
- Prostírání do tichého (1990)
- Poustevna, věštírna, loutkárna (1991)
- Ochoz (1994)
- Mezi oknem, stolem a postelí (1996)
- Polní práce (1998)
- A. B. A. F. (2002)
- Needle-book (2003)
- Vnitrozemí (2005)
- Berlínský sešit/Zápisky ze Saint-Nazaire (2008)
- Jedna věta (2011)

## Признание
Книги стихов Борковца выходили на немецком и английском языках. Премия Иржи Ортена (1995), премия Хуберта Бурды (2001), премия Йозефа Юнгманна (2004).